# Куб (фильм, 2021)
«Куб» (яп. CUBE 一度入ったら、最後) — японский научно-фантастический фильм ужасов режиссёра Ясухико Симидзу. Сценарий фильма написал Кодзи Токуо. Это ремейк одноимённого канадского фильма 1997 года и четвёртая часть киносерии «Куб». Главные роли в фильме исполняют Масаки Сюда, Энн Ватанабэ, Масаки Окада, Хикару Таширо, Такуми Сайто и Котаро Ёсида. Фильм был выпущен в Японии 22 октября 2021.

## Сюжет
Мужчина просыпается в кубической комнате, соединённой люками с соседними помещениями. Внезапно из стен появляются острые как бритва лучи, убивая его. Инженер Юити Гото приходит в себя в похожей комнате вместе с учеником средней школы Тио Уно и безработным Синдзи Оти. Все они одеты в одинаковые комбинезоны, не помнят, как здесь оказались, и не имеют при себе никаких вещей. В комнату заходит Хироси Идэ, уже какое-то время блуждающий по лабиринту, и предупреждает их, что некоторые комнаты заминированы. К ним присоединяется и Асако Кай. Когда Идэ открывает люк в потолке, в их комнату падает труп мужчины из первой сцены. Решив объединиться, чтобы найти выход, группа начинает передвигаться по соединённым комнатам. Идэ использует ботинок как приманку, чтобы проверять новые комнаты на ловушки. Вскоре они встречают Кадзумасу Андо, который также присоединяется к ним. Гото и Уно замечают таблички с тремя числами на порогах между комнатами и предполагают, что комнаты с простыми числами содержат ловушки. Используя это знание, они пытаются передвигаться безопасно.
Группа попадает в комнату, где все выходы, похоже, заминированы. Идэ обнаруживает, что одна из ловушек активируется звуком, и они осторожно проходят через неё в тишине. Однако Оти случайно издаёт шум, что приводит к срабатыванию ловушки и ранению ноги Андо. Андо приходит в ярость из-за действий Оти. Когда позже они обнаруживают, что одна из комнат без простых чисел всё равно заминирована, у них возникает подозрение, что сами комнаты двигаются. Из-за внезапного толчка Уно падает в комнату с лазерной ловушкой. Гото и Идэ пытаются его спасти, но Идэ погибает в ловушке. С помощью Кая Гото понимает, что числа на табличках соответствуют координатам по декартовой системе, с помощью которых можно определить выход. Внезапно из пола поднимаются металлические прутья, отделяя Оти и Андо от остальных. Андо решает, что они с Оти найдут выход сами.
Гото, Кай и Уно попадают в комнату, где Гото видит воспоминания о своём младшем брате Хирото, покончившем с собой из-за жестокого обращения со стороны их отца. Встревоженного Гото утешает Уно, и он решает защищать остальных.
Тем временем Андо продолжает издеваться над Оти, что приводит к тому, что Оти убивает его, несколько раз ударяя люком по голове. Оти возвращается к группе, утверждая, что Андо погиб в ловушке. Подозревая неладное, Уно противостоит Оти, который затем на него нападает. Остальные спасают Уно, и Оти признаётся в убийстве Андо и в том, что нарочно завёл их в заминированную комнату. Когда ловушка активируется, Гото сражается с Оти, который в итоге погибает в ловушке. Гото жертвует своим шансом на спасение, чтобы Уно и Кай смогли добраться до комнаты, движущейся к выходу. Уно и Кай достигают края куба и открывают люк, обнаруживая, что они находятся внутри огромной структуры. Кай настаивает на том, чтобы остаться и попытаться найти выживших, а Уно покидает куб через проход, ведущий к свету. Раненый, Гото продолжает блуждать по кубу, твёрдо решив найти выход. В финале выясняется, что Кай с помощью кибернетических устройств на глазах следила за выжившими в рамках эксперимента и снова возвращается в куб, чтобы начать процесс с другой группой.

## В ролях
- Масаки Суда — Юити Гото, 29-летний инженер. Персонаж создан на основе Дэвида Уорта из оригинального фильма.
- Энн Ватанабэ — Асако Кай, 37-летняя штатная сотрудница. Персонаж создан на основе Джоан Левен из оригинального фильма.
- Масаки Окада — Синдзи Оти, 31-летний фурита. Персонаж создан на основе доктора Хелен Холлоуэй из оригинального фильма.
- Хикару Таширо — Тио Уно, 13-летний ученик средней школы. Персонаж создан на основе Казана из оригинального фильма.
- Токио Эмото — первый человек, неназванный узник. Персонаж создан на основе Алдерсона из оригинального фильма.
- Такуми Сайто — Хироси Идэ, 41-летний механик. Персонаж создан на основе Квентина Макнила из оригинального фильма.
- Котаро Ёсида — Кадзумаса Андо, 62-летний руководитель компании. Персонаж создан на основе Ренне из оригинального фильма.

## Производство
Съёмки фильма проходили в октябре и ноябре 2020 года. Режиссёр оригинального фильма Винченцо Натали был консультантом режиссёра.

## Математические особенности оформления
В отличие от оригинального фильма, в ремейке для оформления комнат использованы изображения популярных фракталов: вырезы на стенах, из-за которых идёт свет — ковёр Серпинского на третьей итерации построения, чёрный узор на стенах комнат — множество Жюлиа, углубления для светильников в переходах между комнатами — Канторово множество.
Из концовки фильма можно предположить, что сами комнаты расположены в виде губки Менгера. В оригинальном фильме, куб имел 26 комнат вдоль одного ребра. Но для губки Менгера структура элементов по ребру должна повторяться трижды. В финальной сцене с движением камеры за пределами комнат видно, что ребро в большом пустом пространстве составляют 9 комнат, то есть комнат по одному ребру должно быть минимум 27. Но, впереди видна ещё одна так-же секция, что значит, что ребро куба для сохранения структуры губки Менгера должно иметь не менее 81 комнат.

## Критика
Рейтинг фильма составляет по версии IMDb 4,5 балла из 10, на основе голосов 2619 человек.
Кэт Хьюз из Ghouls Magazine дала положительную рецензию, сказав: «Фильм следует примерно тому же пути, что и предшественник, но добавляет достаточно новых элементов, чтобы сохранить интерес зрителя».